# ヴァイル川
ヴァイル川（ヴァイルがわ、Weil）はドイツを流れる川。ラーン川左岸の支流。タウヌス山地のクライナー・フェルトベルク山にあるローマ時代の城跡の上から湧出し、約50kmを流れ下りヴァイルブルクの下流でラーン川に合流する。この川に沿って、自転車道やハイキングコースが整備されている。これらを通って、シュミッテン、ヴァイルロート、グレーヴェンヴィースバッハ、ヴァイルミュンスター、ヴァインバッハやヴァイルブルクといった街にふれることができ、またホーホタウヌス自然公園を楽しむこともできる。
1. 1 2  Water map service of the Hessian Ministry for the Environment, Energy, Agriculture and Consumer Protection (Hessisches Ministerium für Umwelt, Energie, Landwirtschaft und Verbraucherschutz